# Éric Brulon
Eric Brulon, né le 2 septembre 1960, est un lutteur libre français.
Il remporte la médaille d'argent des Jeux méditerranéens de 1987 et la médaille de bronze aux Jeux méditerranéens de 1983, en catégorie des moins de 68 kg.
Il participe aux Jeux olympiques d'été de 1984.